# Trichoferus machadoi
Trichoferus machadoi là một loài bọ cánh cứng trong họ Cerambycidae.